# Westpfälzische Dialektgruppe
Westpfälzisch gehört zu den pfälzischen Dialekten und ist eine Dialektgruppe des Rheinfränkischen innerhalb des Westmitteldeutschen, die in Teilen von Rheinland-Pfalz und des Saarlandes gesprochen wird. 

## Sprachgeographie

### Varianten
Das Linguasphere Register führt unter dem Westpfälzischen (52-ACB-de) neun Dialekte auf:
- 52-ACB-dea: Saarländisch (gemeint ist Rheinfränkisch im Saarland, siehe Dialekte im Saarland)
- 52-ACB-deb: Westrichisch (Rheinland-Pfalz, zwischen Pirmasens, Kaiserslautern und Zweibrücken)
- 52-ACB-dec: Pfälzer-Bergländisch (Rheinland-Pfalz, im Nordpfälzer Bergland)
- 52-ACB-ded: Pfälzer-Wäldisch (Rheinland-Pfalz, im Pfälzerwald)
- 52-ACB-dee: Schwarzwälder-Hochwäldisch (Rheinland-Pfalz, im Schwarzwälder Hochwald)
- 52-ACB-def: Idarwäldisch (Rheinland-Pfalz, im Idarwald)
- 52-ACB-deg: Hunsrückisch (Rheinland-Pfalz, im Hunsrück)
- 52-ACB-deh: Naheländisch (Rheinland-Pfalz, entlang der Nahe)
- 52-ACB-dei: Rheinhessisch (Rheinland-Pfalz, in Rheinhessen)

### Sprachraum
Fast die gesamte Westpfalz, der mittlere und westliche (größere) Teil der Nordpfalz, ein großes Gebiet im Osten des Saarlandes sowie Gebiete im Hunsrück, an der Nahe und im Westen Rheinhessens sind der Hauptsprachraum des Westpfälzischen; allerdings sind die Sprachgrenzen fließend, sie überlappen sich teilweise und lassen sich nicht immer eindeutig definieren.

## Auswanderer
In Rio Grande do Sul, dem südlichsten Bundesstaat Brasiliens, sprechen Nachfahren deutscher Auswanderer noch Riograndenser Hunsrückisch. Mangels Förderung nimmt allerdings der Gebrauch des Dialekts stetig ab, so dass Sprachinseln entstehen, die nur noch lose miteinander verbunden sind.